# Vils (Tirol)
Vils ist eine Stadtgemeinde im Bezirk Reutte in Tirol (Österreich) mit 1517 Einwohnern (Stand 1. Jänner 2025). Vils ist eine der kleinsten Städte in Österreich.

## Geografie
Vils liegt zwischen den Tannheimer Bergen und dem Falkensteinkamm an der Grenze zu Bayern im Tal des gleichnamigen Flusses Vils. Die Vils kommt aus der bayerischen Nachbargemeinde Pfronten und mündet bald unterhalb der Stadt in den Lech, der durch eine kurze Klamm (siehe Lechfall) ins bayerische Füssen weiterfließt. Die übrigen Nachbargemeinden liegen in Österreich: Grän in den Tannheimer Bergen sowie Musau und Pinswang im Lechtal.

## Geschichte

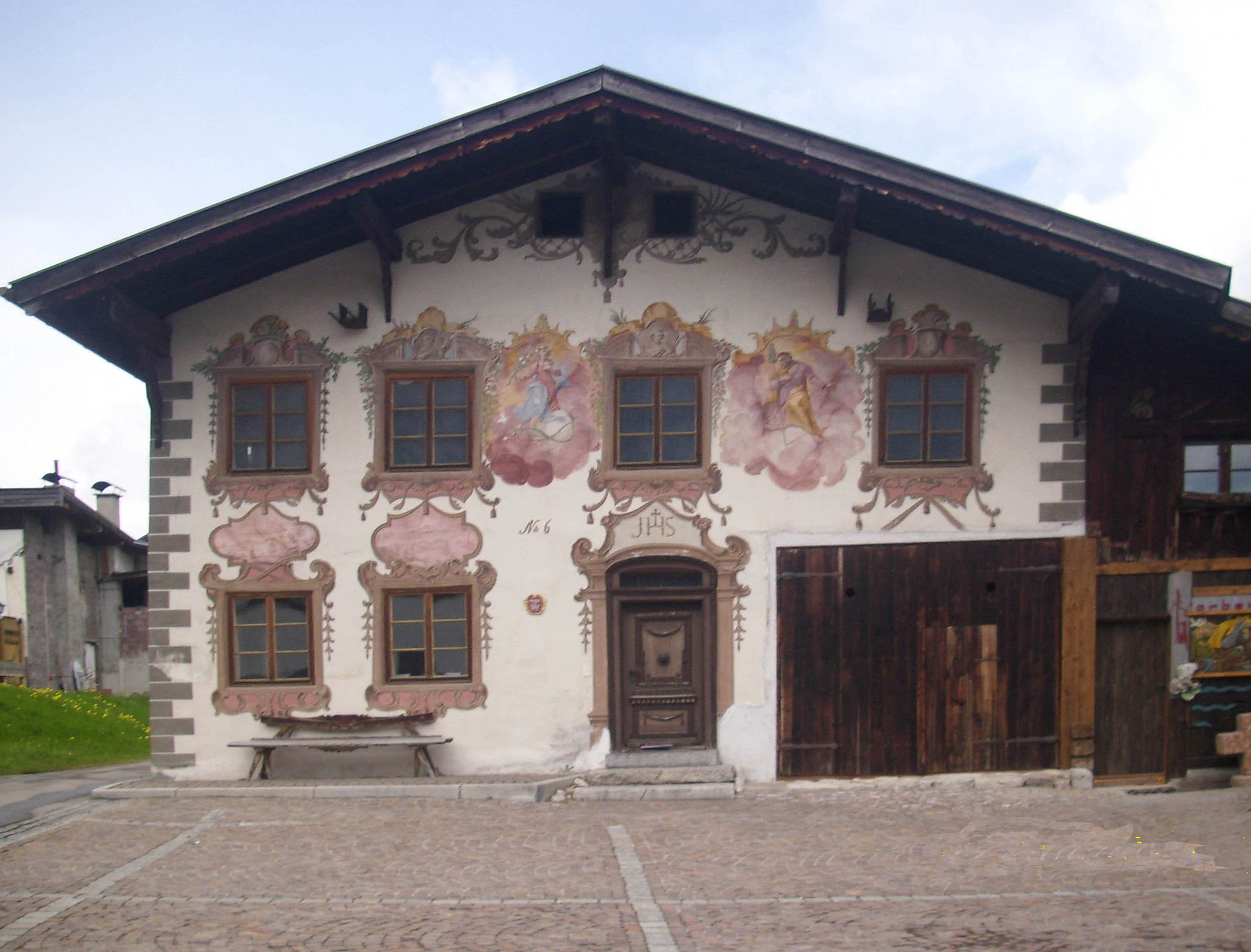
Haus mit Fresken von Balthasar Riepp 1760

Das Stadtrecht wurde Vils schon 1327 durch König Ludwig IV. (1328 deutsch-römischer Kaiser) nach dem Recht von Kaufbeuren verliehen. In dieser Urkunde wurde der Ort als Fülß ersturkundlich genannt. Der Name kommt vom Fluss, der die Siedlung durchfließt. Flüsse namens Vils gibt es in Mitteleuropa einige. Es könnte das indoeuropäische Ausgangswort *Pelisa ‚fließendes Gewässer‘ oder *Filusa ‚die Massereiche‘ zugrunde liegen.
Das Zentrum prägen heute breite Häuser mit Giebeldächern und Fassadenmalereien (Ackerbürgerstadt). Bis in das 20. Jahrhundert war die Landwirtschaft die wichtigste Erwerbsquelle.
Die Herren von Hohenegg, im Mittelalter einflussreiche Adlige, bauten die Burg Vilsegg aus, die heute eine Ruine ist.
Im Jahre 1408 übernahm Herzog Friedrich IV. von Österreich-Tirol (Friedel mit der leeren Tasche) das Lehen Vilsegg vom Stift Kempten, belehnte aber weiterhin die Herren von Hohenegg mit der Herrschaft Vils. Nach dem Tod des letzten Hoheneggers im Jahr 1671 kam Vils zu Österreich, nicht aber zu Tirol.
Nach dem verlorenen Krieg gegen Napoleon musste Österreich 1805 Tirol, seine schwäbischen Besitzungen und auch Vils an Bayern abtreten. Erst im Jahre 1816 fiel Vils auf Grund der Verhandlungen des Wiener Kongresses durch den Vertrag von München im Tausch gegen das ehemals österreichisch-böhmische Marktredwitz endgültig an Österreich/Tirol. Im Jahre 2016 feierte Vils die zweihundertjährige Zugehörigkeit zu Tirol.
Am 28. April 1945 überquerte die US-Armee zwischen Pfronten und Vils die Grenze zu Österreich.

### Bevölkerungsentwicklung
EinwohnerJahr400600800100012001400160018001860189019201950198020102040EinwohnerEinwohnerentwicklung von Vils

## Kultur und Sehenswürdigkeiten

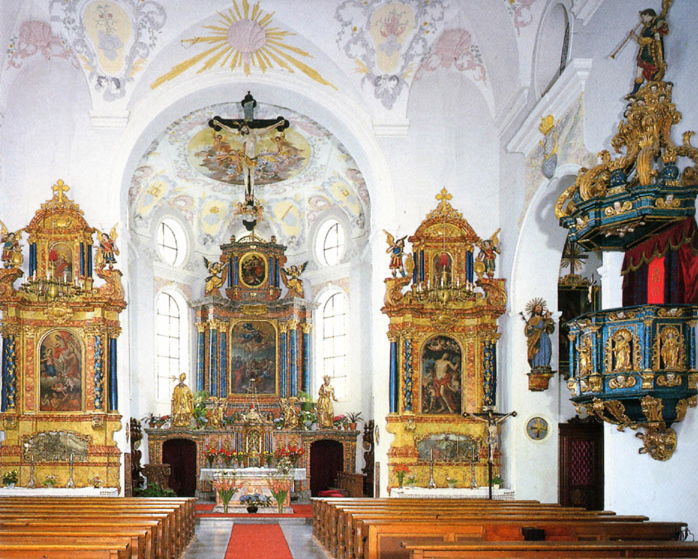
Stadtpfarrkirche Vils

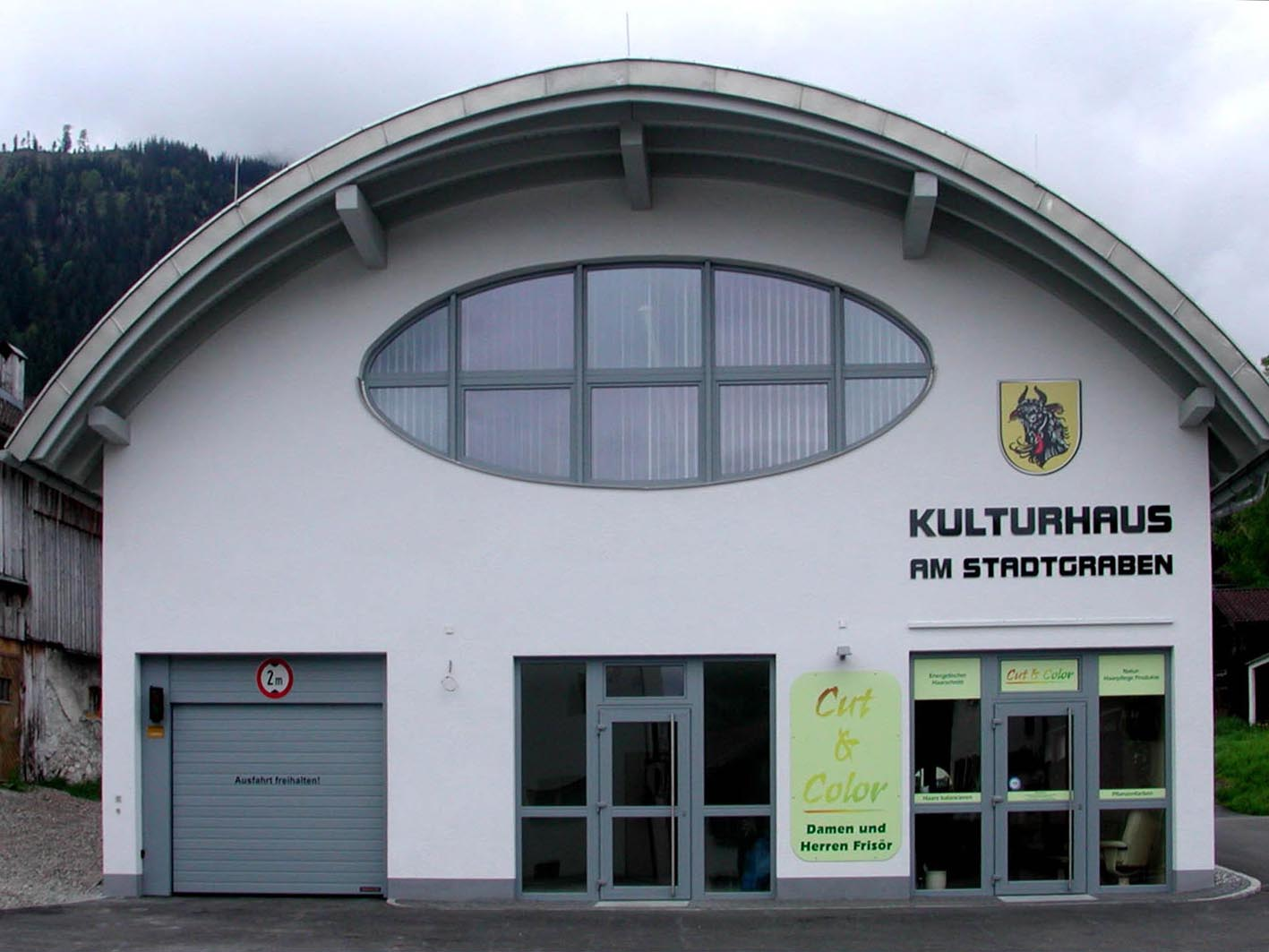
Kulturhaus der Stadt Vils

- Katholische Stadtpfarrkirche Vils: Die Stadtpfarrkirche Mariä Himmelfahrt wurde an Stelle der baufällig gewordenen Kirche bis 1709 im Barockstil erbaut und 1723 durch den Augsburger Bischof eingeweiht. An die Kirche ist die St. Katharina-Kapelle angebaut. Im Inneren ist die Kirche licht, hoch und geräumig und mit Stuckaturarbeiten geschmückt. Am Chorbogen hängt ein großes Kruzifix. Die pneumatische Orgel aus dem Jahre 1728 wurde im Jahre 1995 weitgehend durch eine mechanische Orgel ersetzt. Im Turm befinden sich fünf Glocken. Die größte Glocke wurde im Jahre 1524 von Peter und Georg Löffler gegossen. Drei weitere Glocken goss die Glockengießerei Grassmayr in Innsbruck. Während des Kirchenjahres bekommt der Hochaltar mehrmals ein festliches Kleid – Fastenkrippe, Maialtar, Herz-Jesu-Altar und Weihnachtskrippe. Die Pfarrkirche bietet mit den vier barocken Altären und dem Chorgestühl dem Betrachter eine Einheit, die nur ein reiner Barockbau ausstrahlen kann.
- Sankt-Anna-Kirchlein: Nordwestlich der Stadt und jenseits der Vils liegen zu Füßen der Ruine Vilsegg eine Hammerschmiede und das Sankt-Anna-Kirchlein. Es wurde spätestens im dreizehnten Jahrhundert in romanischem Stil erbaut und diente den Herren von Hohenegg als Burgkirche. Der Hauptbau der Kirche ist gotisch gewölbt und mit gotischem Chorgestühl und drei barocken Altären ausgestattet.
- Barbara-Kapelle: befindet sich im Firmengelände der Firma Schretter. Sie wurde zum 100‑jährigen Firmenjubiläum im Jahr 1999 errichtet
- Museum der Stadt Vils: Im Museum der Stadt Vils, das im alten Amtshaus (Schlössle) eine Bleibe gefunden hat, werden neben Gegenständen aus der Vergangenheit Geigen, vorwiegend der Geigenbaufamilie Rief, gezeigt. Ein Geologieraum gibt Auskunft über die Gesteinsvorkommen rund um Vils. Außerdem legt der Träger des Museums, der VilsArt Kulturverein, jährlich einen Kulturführer auf.
- Kulturhaus: Durch die Eröffnung des Kulturhauses im Jahre 2008 haben einige der mehr als 20 Vereine ein neues Zuhause gefunden. In diesem Haus ist auch das Standesamt bzw. das Sitzungszimmer des Gemeinderates untergebracht.

### Ausflugsziele
Diese Ziele sind entweder direkt von Vils aus oder nach einer kurzen Autofahrt erreichbar: Die Burg Falkenstein, an deren Stelle König Ludwig II. ein weiteres Schloss erbauen wollte, das romantische Märchenschloss Schloss Neuschwanstein, das Schloss Hohenschwangau, der sagenumwitterte Alatsee, der im Sommer zum Baden einlädt, der Baumkronenweg mit Walderlebniszentrum an der Grenze Richtung Füssen, der Ortsteil Sankt Anna mit Hammerschmiede, Kirche und Burgruine Vilsegg, die Salober-Alm und die Vilser Alm.

### Regelmäßige Veranstaltungen
- Frühjahrskonzert: Die Stadtmusikkapelle richtet jährlich ein Frühjahrskonzert aus.
- Feuerwehrfest: Jedes Jahr im Mai am Platz der Feuerwehr Vils.
- Pfarrfest: Anfang Juli (1. Platzkonzert).
- 4 Platzkonzerte: Jeden Dienstag im Juli, wobei das Pfarrfest zugleich das 1. Platzkonzert ist.
- Stadtrock: Vom Krampusverein im Juli veranstaltet
- Stadtfest: weiters richtet die Stadtmusikkapelle am 15. August (Fest Mariä Himmelfahrt) in der Stadtgasse ein stimmungsvolles Stadtfest aus.
- Theateraufführung: Jährlich um die Weihnachtszeit führt eine Laienspielgruppe ein Lustspiel auf.
- Weihnachtskrippen: Von Weihnachten bis Lichtmess sind in vielen Häusern wertvolle Weihnachtskrippen aufgestellt.
- Prozessionen: Am Fronleichnamstag, am Herz-Jesu-Sonntag und am Kirchweihtag (Mariä Himmelfahrt) werden jährlich feierliche Prozessionen abgehalten.

## Wirtschaft und Infrastruktur

### Unternehmen
Mit der Gründung des Zementwerks Schretter & Cie im Jahre 1899 wurde Vils zu einem Industriestandort. Die Rohstoffe Kalkstein und Mergel werden in den südlich gelegenen Kalksteinbrüchen abgebaut und nach der Verarbeitung mittels LKW oder mit der Außerfernbahn – über die auch der Personenverkehr betrieben wird – abtransportiert. Am Firmenstandort besteht ein Kalkwerk und ein Mischwerk. Zur Firma gehören auch ein Gipswerk in Weißenbach am Lech und eine Zementmahl- und Versandanlage in Kirchbichl.
Westlich von Vils betreibt ein bayerischer Unternehmer die Metalltechnik Vils GesmbH. Im Ort und im Gewerbepark Stegen sind Gast-, Handels- und Handwerksbetriebe angesiedelt.
Seit dem Jahr 2013 wird auch wieder mit dem „Vilser Bergbräu“ die Bierbrau-Tradition in Vils fortgeführt, die zuvor bis 1900 Bestand hatte. In neu errichteten Räumlichkeiten wurde im Jahre 2016 eine Schaubrauerei eingerichtet.

### Bildung
An Bildungseinrichtungen gibt es einen Kindergarten, eine Volksschule, eine Neue Mittelschule, eine Erwachsenenschule und die Genuss-Akademie.tirol.

### Verkehr

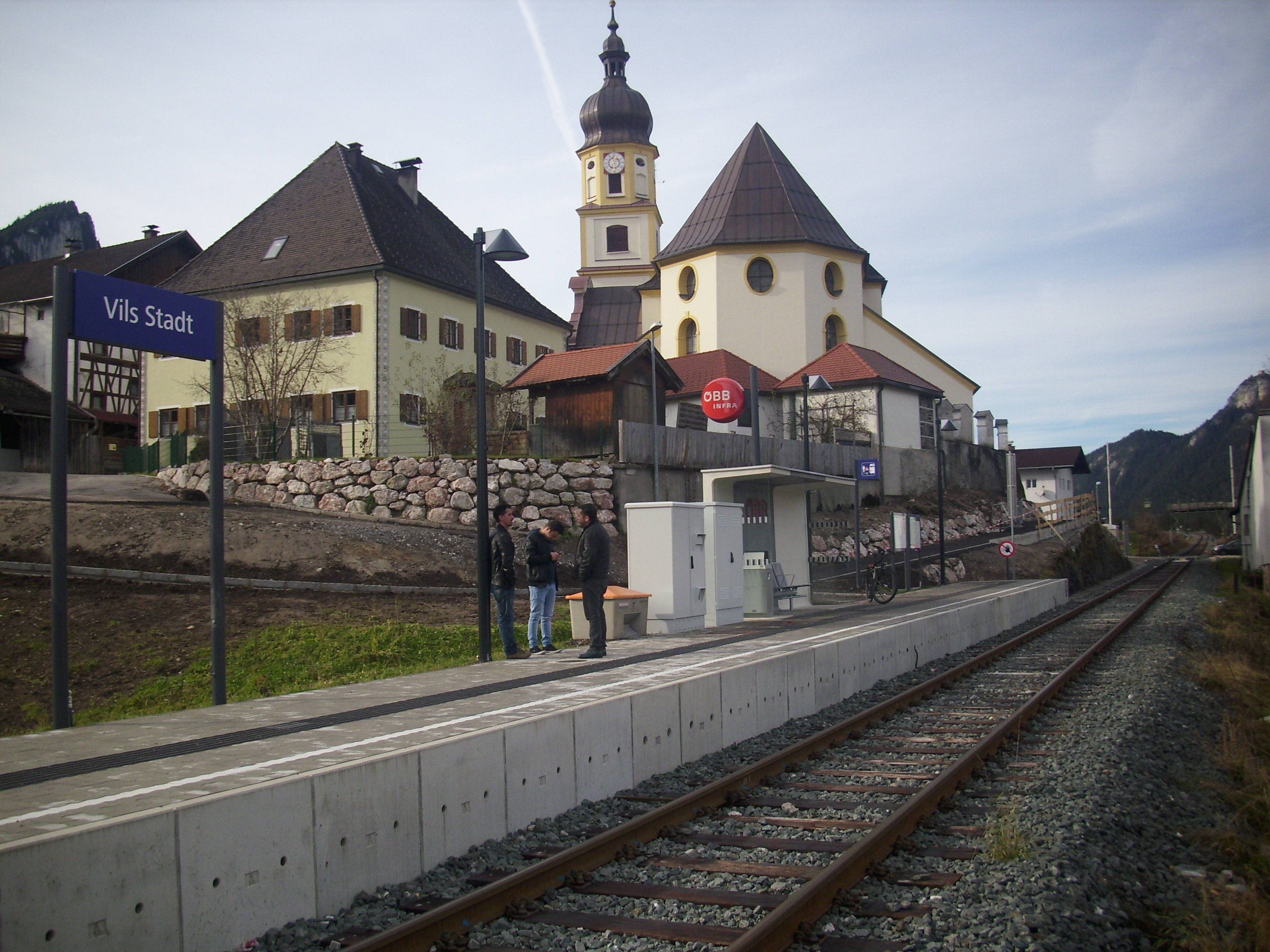
Personenverkehrs-Haltestelle Vils Stadt

Das Bahnhofsgebäude, das sich im östlichen Bereich von Vils befindet, wurde am 14. September 2016 stillgelegt. Das adaptierte Bahnhofsgelände dient noch dem Eisenbahn-Güterverkehr. Es besteht nunmehr an der Außerfernbahn die nordöstlich der Pfarrkirche zentral gelegene und im Dezember 2016 eröffnete Personenverkehrs-Station Vils Stadt. Diese Strecke verbindet Kempten (Allgäu) mit Reutte und führt weiter nach Garmisch-Partenkirchen. Dort besteht Anschluss über die Mittenwaldbahn Richtung Innsbruck oder über die Werdenfelserlandbahn nach München. Reutte und Füssen im Allgäu sind auch durch öffentlichen Busverkehr erreichbar.
Vils liegt am Fernradweg, der als Via Claudia Augusta entlang einer gleichnamigen antiken Römerstraße verläuft.
Seit Mai 2024 hält zudem der DAV BergBus (Linie 996) Richtung Wieskirche und München-Pasing in Vils. Die Buslinie wird nur während der Sommersaison am Wochenende bedient und liegt komplett im Tarifgebiet des Münchner Verkehrs- und Tarifverbundes.

## Politik

### Gemeinderat
In den Gemeinderat werden 13 Vertreter gewählt.
| Partei                                                         | 2022    | 2022    | 2016    | 2016    | 2010    | 2010    |
| Partei                                                         | Prozent | Mandate | Prozent | Mandate | Prozent | Mandate |
| -------------------------------------------------------------- | ------- | ------- | ------- | ------- | ------- | ------- |
| Gemeinsam für Vils (VILS)                                      | 100     | 13      |         |         |         |         |
| Für unsere Stadt – Liste des Bürgermeisters (Für unsere Stadt) |         |         | 100     | 13      |         |         |
| Für unsere Stadt – Liste der Vilser Volkspartei                |         |         |         |         | 81,89   |         |
| MIT UNS – Liste 2 SPÖ und Parteiunabhängige                    |         |         |         |         | 18,11   |         |

### Bürgermeister
- bis 2018 Günter Keller
- 2018–2022 Manfred Immler[8]
- seit 2022 Carmen Strigl-Petz[5]

### Stadtwappen
Das ursprüngliche Wappen zeigt einen schwarzen Ochsen- oder Stierkopf mit roter Zunge auf gelbem (goldenem) Grund von der Stirnseite, der sich mit Wasser aus der Vils labt. Im neuen, seit rund hundert Jahren offiziellen Stadtwappen ist ein Ochsen- oder Stierkopf mit roter Zunge auf gelbem (goldenem) Grund von der Seite ohne Wasser abgebildet. Es ist dem Wappen der Herren von Hohenegg nachempfunden. Die Farben der Fahne sind schwarz-gelb (gold).

### Städtepartnerschaften
- Marktredwitz in Bayern – siehe Geschichte, Gebietstausch 1816 zwischen Bayern und Österreich.

## Persönlichkeiten

### Söhne und Töchter der Stadt
- Peter von Hohenegg, Ritter, gutes Verhältnis zu König Ludwig IV. dem Bayern, Stadterhebung 1327
- Balthasar Springer oder Balthasar Sprenger († um 1510), Seefahrer, ältester Reisebericht
- Joseph Benedikt von Rost (1696–1754), Fürstbischof von Chur 1729–1754, Stifter der Schule Vils
- Johann Ulrich Eberle (1699–1768), Geigenbauer
- Johann Conrad Wörle (1701–1777), Orgelbauer
- Franz (II.) Petz (1702–1772), Geigenbauer
- Ignaz Franz Wörle (1710–1778), Orgelbauer
- Dominikus Rief (1759–1814), Geigenbauer
- Georg Geisenhof (1780–1861), Benediktiner, Kirchenhistoriker
- Otto Keller (1926–2018), Landwirt und Politiker (ÖVP)
- German Erd (* 1948), Zisterzienser, Abt des Stiftes Stams 2003–2024
- Konrad Walk (* 1965), Politiker und Skirennläufer
- Peter Presslauer (* 1978), Cyclocrossfahrer

### Mit der Stadt verbundene Persönlichkeiten
- Gerhard Hartmann (* 1955), Langstreckenläufer
- Rudolf von Hohenegg († 1290), Benediktiner(?), Verwalter des Klosters Kempten, Hofkanzler König Rudolfs ab 1274, Erzbischof von Salzburg 1284–1290
- Sylvia Natterer (* 1949), Puppenmacherin
- Martin Plaickner († 1563), Mitbegründer der Täufergemeinde in Chur, Waldschreiber der Stadt Augsburg
- Balthasar Riepp (1703–1764), Kunstmaler
- Georg Schretter (1861–1924), Gründer der Firma Schretter & Cie

## Sonstiges
In Vils befindet sich das längste Spannfeld einer Freileitung in Österreich mit 732 Metern.

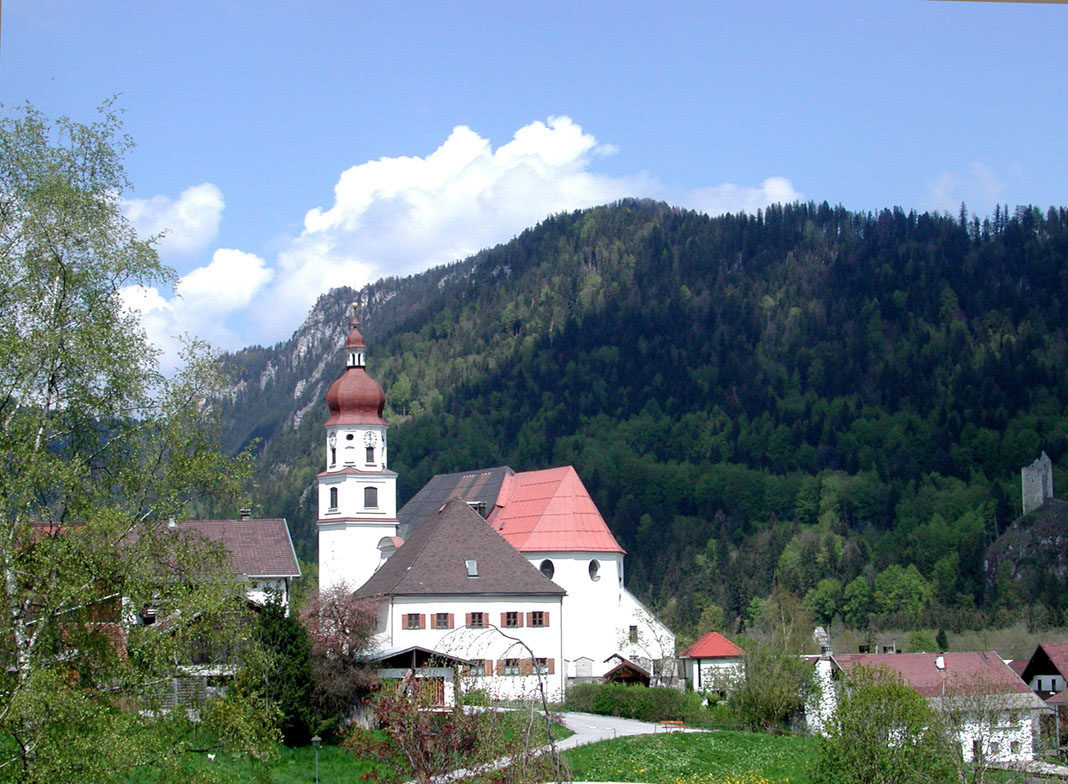
Pfarrkirche von Osten
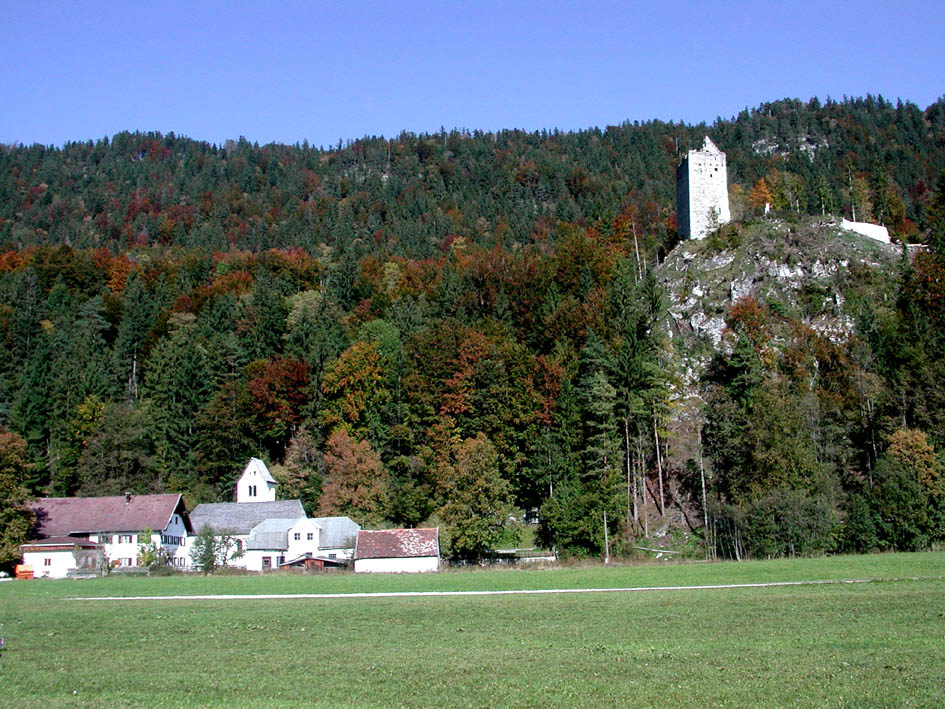
Ortsteil Sankt Anna mit Kirche und Ruine Vilsegg
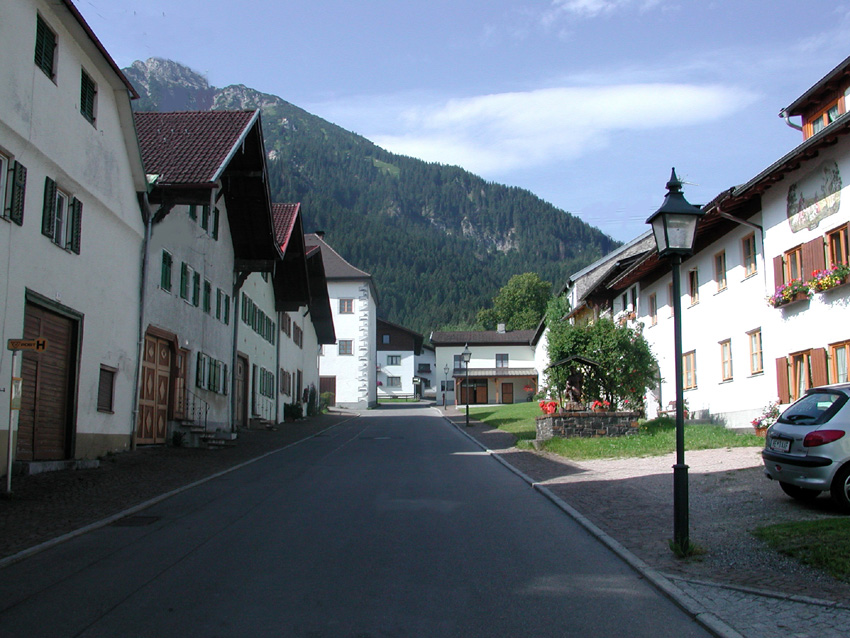
Stadtgasse
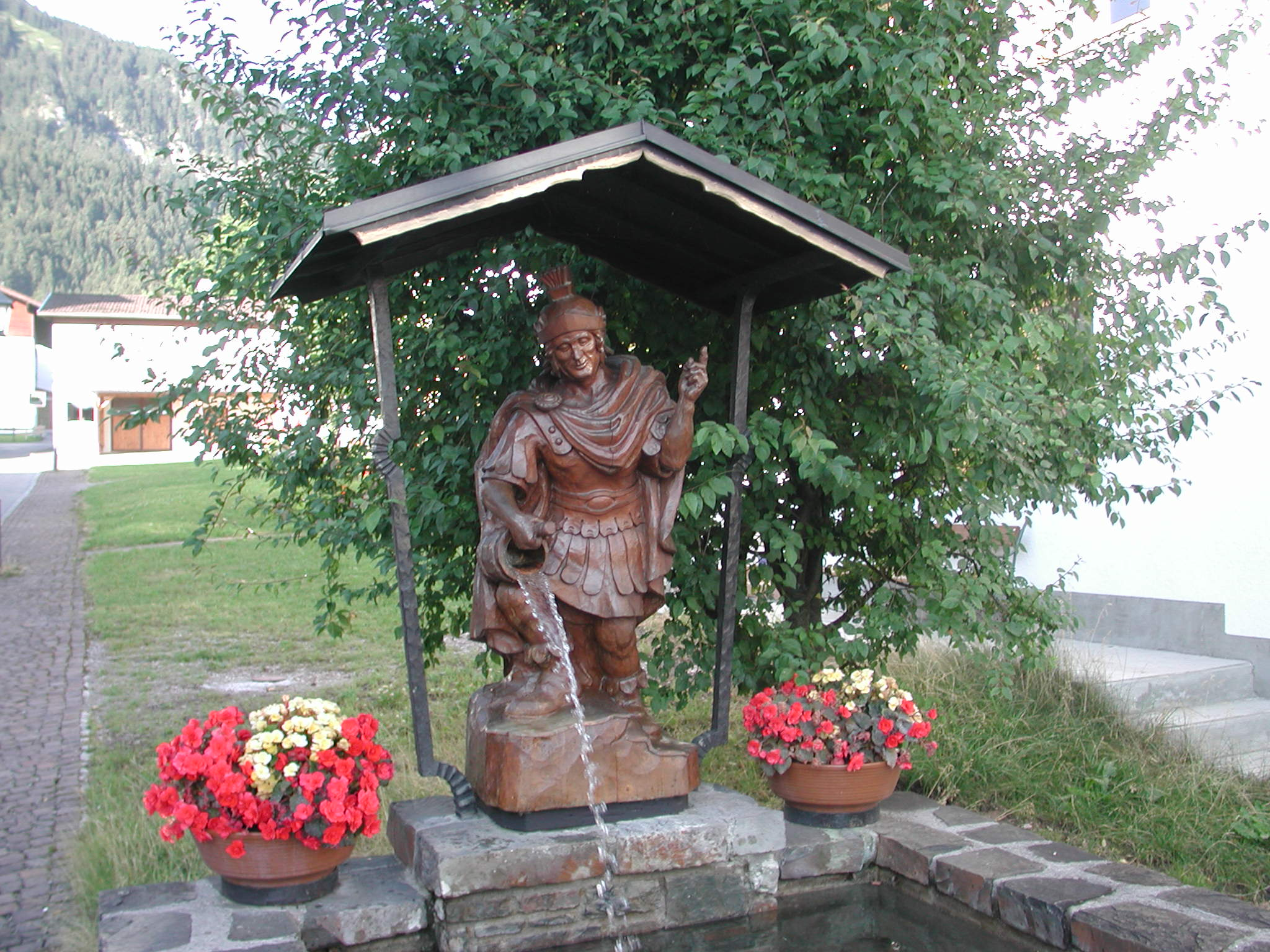
Florianbrunnen von Anton Keller
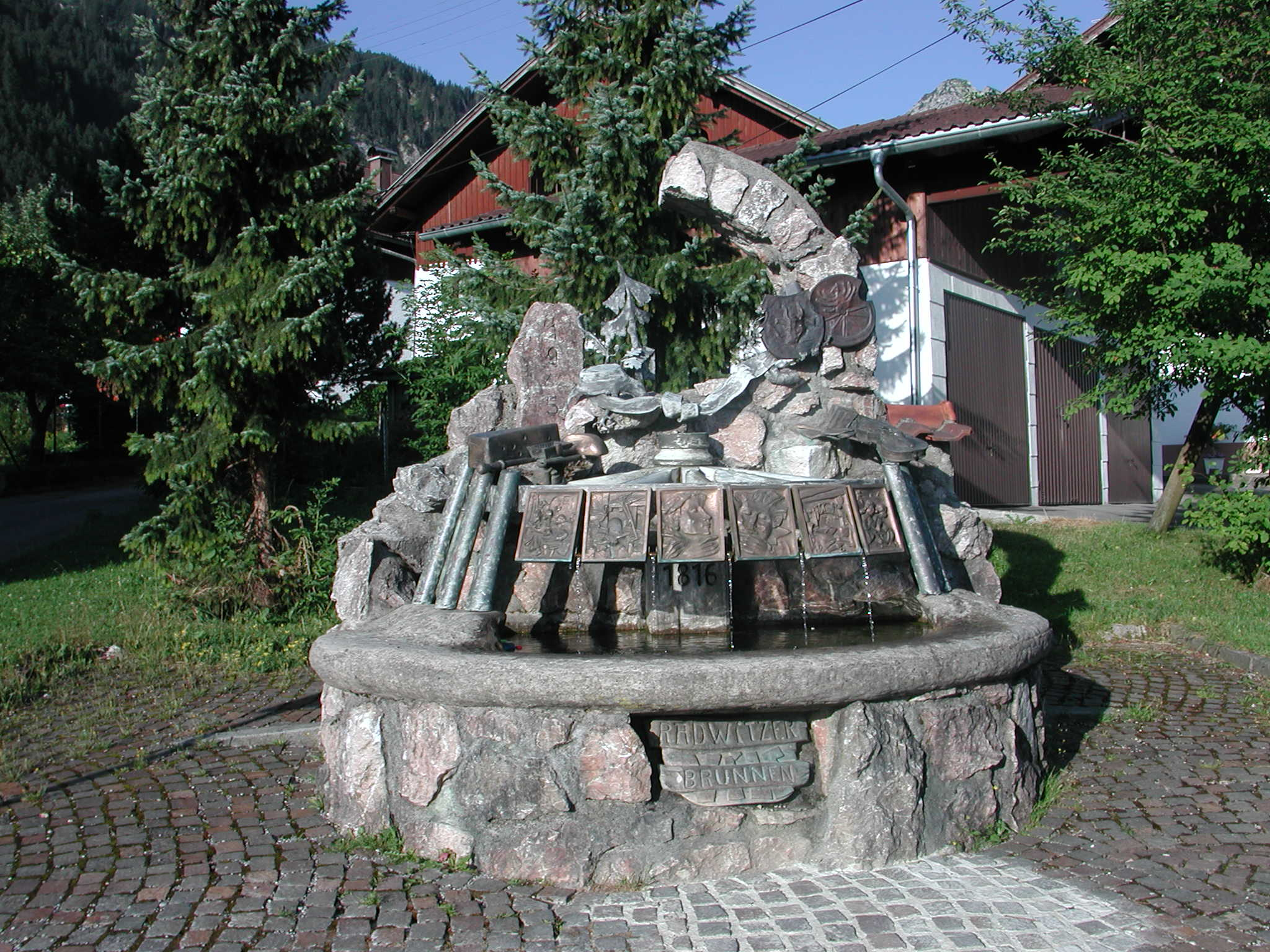
Marktredwitzbrunnen von Norbert Roth
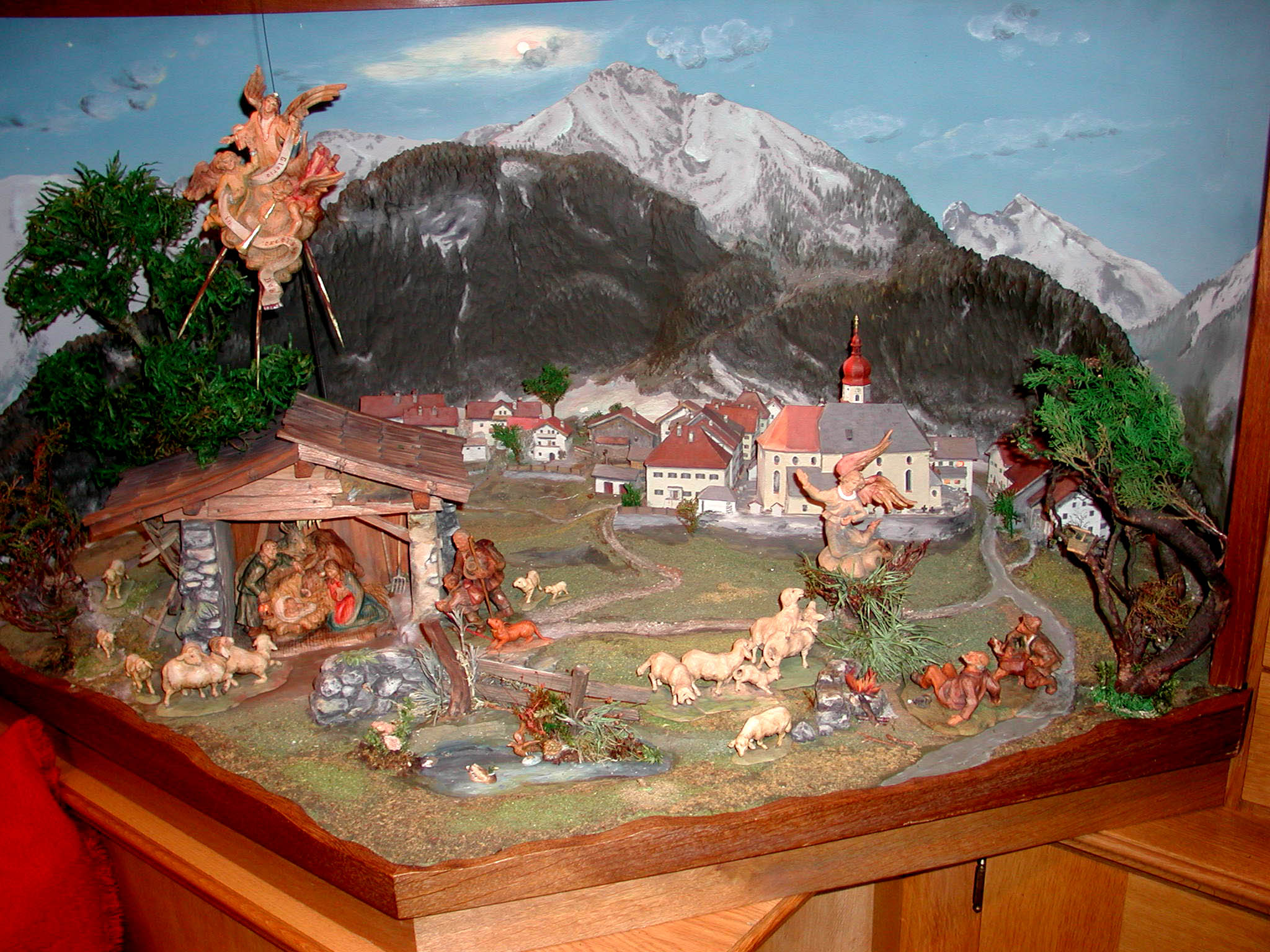
Heimatkrippe von Anton Keller